# 切雷托桑尼塔
切雷托桑尼塔（義大利語：Cerreto Sannita），是意大利贝内文托省的一个市镇。总面积33.3平方公里，人口4209人，人口密度126.4人/平方公里（2009年）。ISTAT代码为062023。